# USS Winslow (DD-359)
DD 359 Winslow (Корабль соединённых штатов Уинслоу) — американский эсминец типа Porter. Третий военный корабль США Винслоу (DD-359/AG-127) с таким названием во флоте Соединенных Штатов. Он был назван в честь контр-адмирала Джона Анкрума Винслоу и Кэмерона Макрэ Винслоу.
Заложен на верфи New York Shipbuilding 18 декабря 1933 года в Камдене, Нью-Джерси, Нью-йоркской Корпорацией Судостроения. Спущен на воду 21 сентября 1936 года, вступил в строй 17 февраля 1937 года.
17 сентября 1945 года переклассифицирован во вспомогательное судно AG 127.
Выведен в резерв 28 июня 1950 года. Из состава ВМС США исключён 5 декабря 1957 года.
Продан 23 февраля 1959 года и разобран на слом.